# Фінансова грамотність
Фінансова грамотність — це володіння набором навичок і знань, які дозволяють людині приймати обґрунтовані та ефективні рішення, використовуючи свої фінансові ресурси. Підвищення інтересу до особистих фінансів зараз є фокусом державних програм у таких країнах, як Австралія, Канада, Японія, США та Велика Британія. Розуміння основних фінансових концепцій дозволяє людям знати, як орієнтуватися у фінансовій системі. Люди, які мають відповідну підготовку до фінансової грамотності, приймають кращі фінансові рішення та краще розпоряджаються грошима, ніж ті, хто не має такої підготовки.

## Академічні дослідження

### Бухгалтерська грамотність
Комітет Блакитної стрічки 1999 року з підвищення ефективності комітетів з корпоративного аудиту рекомендував, щоб публічні компанії мали принаймні трьох членів з «певною базовою „фінансовою грамотністю“. Така „грамотність“ означає здатність читати і розуміти фундаментальну фінансову звітність, включаючи баланс компанії, звіт про прибутки та збитки та звіт про рух грошових коштів».
Академічні дослідники досліджували зв'язок між фінансовою грамотністю та бухгалтерською грамотністю . У цьому контексті Роман Вейл визначає фінансову грамотність як «здатність розуміти важливі бухгалтерські судження керівництва, чому керівництво робить їх, і як керівництво може використовувати ці судження для маніпулювання фінансовими звітами».

### Критична фінансова грамотність
Деякі дослідники фінансової грамотності підняли питання щодо політичного характеру навчання фінансової грамотності, стверджуючи, що воно виправдовує перекладення більшого фінансового ризику (наприклад, плата за навчання, пенсії, витрати на охорону здоров'я тощо) на окремих осіб з корпорацій та урядів. Багато з цих дослідників виступають за освіту фінансової грамотності, яка є більш критично орієнтованою та ширшою: освіта, яка допомагає людям краще зрозуміти системну несправедливість та соціальне відчуження, а не освіта, яка розуміє фінансову невдачу як індивідуальну проблему та характер фінансового ризику. як аполітичний. Багато з цих дослідників працюють у рамках соціальної справедливості, критичної педагогіки, фемінізму і критичні парадигми теорії раси.